# Football Club Differdange 03 2011-2012
Questa voce raccoglie le informazioni riguardanti il Differdange 03 nelle competizioni ufficiali della stagione 2011-2012.

## Stagione
Per la prima volta nella storia la squadra ha vinto la Coppa di Lussemburgo.
In Europa League, la squadra giunse ai play-off (persi contro il Paris Saint-Germain) grazie anche alla squalifica dell'Olympiakos Volos dai quali erano stati eliminati sul campo.

## Rosa[1]
| N. |                        | Ruolo | Calciatore        |
| -- | ---------------------- | ----- | ----------------- |
| 1  | Francia (bandiera)     | P     | Thomas Hym        |
| 2  | Lussemburgo (bandiera) | D     | Kim Kintziger     |
| 3  | Lussemburgo (bandiera) | D     | Andy May          |
| 4  | Lussemburgo (bandiera) | D     | André Rodrigues   |
| 5  | Lussemburgo (bandiera) | D     | Tom Siebenaler    |
| 6  | Francia (bandiera)     | C     | Ibrahim Diop      |
| 7  | Lussemburgo (bandiera) | C     | Dario Maric       |
| 8  | Portogallo (bandiera)  | C     | Pedro Ribeiro     |
| 9  | Marocco (bandiera)     | C     | Omar Er Rafik     |
| 10 | Lussemburgo (bandiera) | A     | Mirko Albanese    |
| 11 | Francia (bandiera)     | A     | Gauthier Caron    |
| 13 | Francia (bandiera)     | C     | Stéphane Léoni    |
| 14 | Francia (bandiera)     | A     | Geoffrey Franzoni |

| N. |                        | Ruolo | Calciatore         |
| -- | ---------------------- | ----- | ------------------ |
| 15 | Lussemburgo (bandiera) | D     | Ante Bukvić        |
| 16 | Montenegro (bandiera)  | D     | Almin Kocan        |
| 17 | Lussemburgo (bandiera) | D     | Michel Kettenmeyer |
| 18 | Lussemburgo (bandiera) | D     | Jerome Marcolino   |
| 20 | Lussemburgo (bandiera) | C     | Gilles Bettmer     |
| 21 | Lussemburgo (bandiera) | D     | Mathias Jänisch    |
| 22 | Francia (bandiera)     | D     | Philippe Lebresne  |
| 23 | Francia (bandiera)     | C     | Ibrahim Diop       |
| 25 | Francia (bandiera)     | P     | Julien Weber       |
| 26 | Lussemburgo (bandiera) | D     | Yannick Afoun      |
| 28 | Francia (bandiera)     | A     | Pierre Piskor      |
| 29 | Francia (bandiera)     | C     | Michael Gollette   |
| 30 | Lussemburgo (bandiera) | D     | Kim Kintziger      |

## Risultati

### Europa League
| Lussemburgo 14 luglio 2011, ore 20:00 CEST Secondo turno preliminare | Differdange 03 | 0 – 0 referto | Levadia Tallinn | Stade du Thillenberg\| Arbitro: \| Aliyev \| |
| Arbitro:                                                             | Aliyev         |               |                 |                                              |

| Arbitro: | Jemini |

|  |           |              |
|  | Marcatori | 32’ Lebresne |

| Arbitro: | Mckeon |

|  |           |                                    |
|  | Marcatori | 67’ Schembri 71’ Monje 90’ Solakis |

| Arbitro: | Amirkhanyan |

|                                    |           |  |
| Martín 30’ Szélesi 58’ Solakis 83’ | Marcatori |  |

| Arbitro: | Jug |

|  |           |                                                |
|  | Marcatori | 17’ Gameiro 71’ Bahebeck 90’ Ceará 90+1’ Ménez |

| Arbitro: | Jakobsson |

|                           |           |  |
| Nenê 65’ Afoun 79’ (aut.) | Marcatori |  |